# Cavese 1919
Die Cavese 1919 S.r.l., kurz Cavese, ist ein 1919 gegründeter italienischer Fußballverein aus der kampanischen Stadt Cava de’ Tirreni. In der Saison 2024/25 spielt der Klub in der Serie C.

## Geschichte
Der Verein wurde 1919 unter dem Namen Unione Sportiva Cavese gegründet. Um eine schlagkräftigere Mannschaft stellen zu können, fusionierte der Verein drei Jahre später mit dem Ortsrivalen Libertas Sporting Club. In der folgenden Spielzeit nahm der Klub erstmals in der Südgruppe der italienischen Meisterschaft teil. Nach drei Jahren in der Erstklassigkeit zog sich der Klub 1925 wegen finanzieller Probleme zurück.
In den folgenden Jahren spielte die Mannschaft lange Zeit nur unterklassig. 1974 fusionierte der Klub, der mittlerweile in der Serie D spielte, mit dem Ligarivalen Pro Salerno und nannte sich Pro Cavese. 1978 gelang der Aufstieg in die Serie C. 1981 stieg der Klub in die Serie B auf und stand 1983 kurz vor der Rückkehr in die Erstklassigkeit, als sogar die AC Mailand im Giuseppe-Meazza-Stadion besiegt wurde, konnte aber am Ende der Spielzeit nur den sechsten Tabellenrang belegen. In der folgenden Spielzeit konnte nicht mehr an den Erfolg angeknüpft werden und der Verein stieg in die Serie C1 ab.
1991 musste der Verein Insolvenz anmelden und startete in den regionalen Ligen. Von dort ging es wieder aufwärts, 2006 kehrte der Klub in die Serie C1 zurück.
Im August 2018 kehrte Cavese nach dem Gewinn der Play-offs in die Serie C und damit in den Profifußball zurück.
Der von den Cavese-Fans gesungene Gesang „Dale Cavese“ wurde durch ein YouTube-Video bekannt und von zahlreichen Fanszenen in verschiedenen Ländern kopiert, unter anderem auch von Anhängern des 1. FSV Mainz 05.

## Ehemalige Spieler
- Leonardo Bitetto
- Luigi Caffarelli
- Francesco Caruso
- Valerio Cassani
- Andrea Cecotti
- Giuseppe Chiesa
- Camillo Ciano
- Giampaolo Ciarcià
- Massimo Coda
- Luigi Corino
- Dario Dainelli
- Aldo Firicano
- Giammarco Frezza
- Luca Fusco
- Gian Piero Gasperini
- Gian Piero Ghio
- Federico Giampaolo
- Lorenzo Insigne
- Ezio Glerean
- Giovanni Gregorio
- Gaetano Grieco
- Viviano Guida
- Mihály Kincses
- Francesco La Rosa
- Virgilio Felice Levratto
- Petar Manola
- Riccardo Maritozzi
- Lino Marzorati
- Ennio Mastalli
- Nicolò Napoli
- Alberto Nocerino
- Luigi Panarelli
- Pietro Parente
- Giuseppe Pavone
- Rocco Placentino
- Vincenzo Riccio
- Antonio Rocca
- Dario Rossi
- Giuseppe Russo
- Andrea Russotto
- Francesco Sanetti
- Pietro Santin
- Giovanni Sartori
- Francesco Scarpa
- Raffaele Sergio
- Ferdinando Sforzini
- Mario Somma
- Attilio Sorbi
- Tonino Sorrentino
- Willibald Stejskal
- Alessandro Turini

## Ehemalige Trainer
- Aldo Ammazzalorso
- Romeo Benetti
- Leonardo Bitetto
- Maurizio Bruno
- Ottavio Bugatti
- Salvatore Campilongo
- Andrea Camplone
- Beniamino Cancian
- Ezio Capuano
- Salvatore Esposito
- Pietro Fontana
- Raffaele Di Fusco
- Mihály Kincses
- Francesco Liguori
- Francisco Lojacono
- Francesco Moriero
- Vittorio Mosele
- Antonio Pasinato
- Umberto Pinardi
- Marco Rossi
- Mario Russo
- Pietro Santin
- Massimo Silva
- Mario Somma
- Paolo Stringara
- Corrado Viciani
- Mario Zurlini